# Valaliky
Valaliky jsou obec na Slovensku v okrese Košice-okolí. Je druhou největší obcí v tomto okrese, co se počtu obyvatel týče. Žije zde přibližně 4 500 obyvatel, nadmořská výška obce je 185 metrů. 
Obec v této velikosti vznikla v roce 1961 administrativním spojením částí Buzice, Bernátovce, Všechsvätých a Košťany. Původní část obce Košťany dala po roce 2000 vzniknout partnerství stejnojmenných obcí v Čechách i na Slovensku.

## Partnerské obce a města
- Košťany nad Turcom – obec na Slovensku
- Košťany – město v Ústeckém kraji